# Lesender Klosterschüler

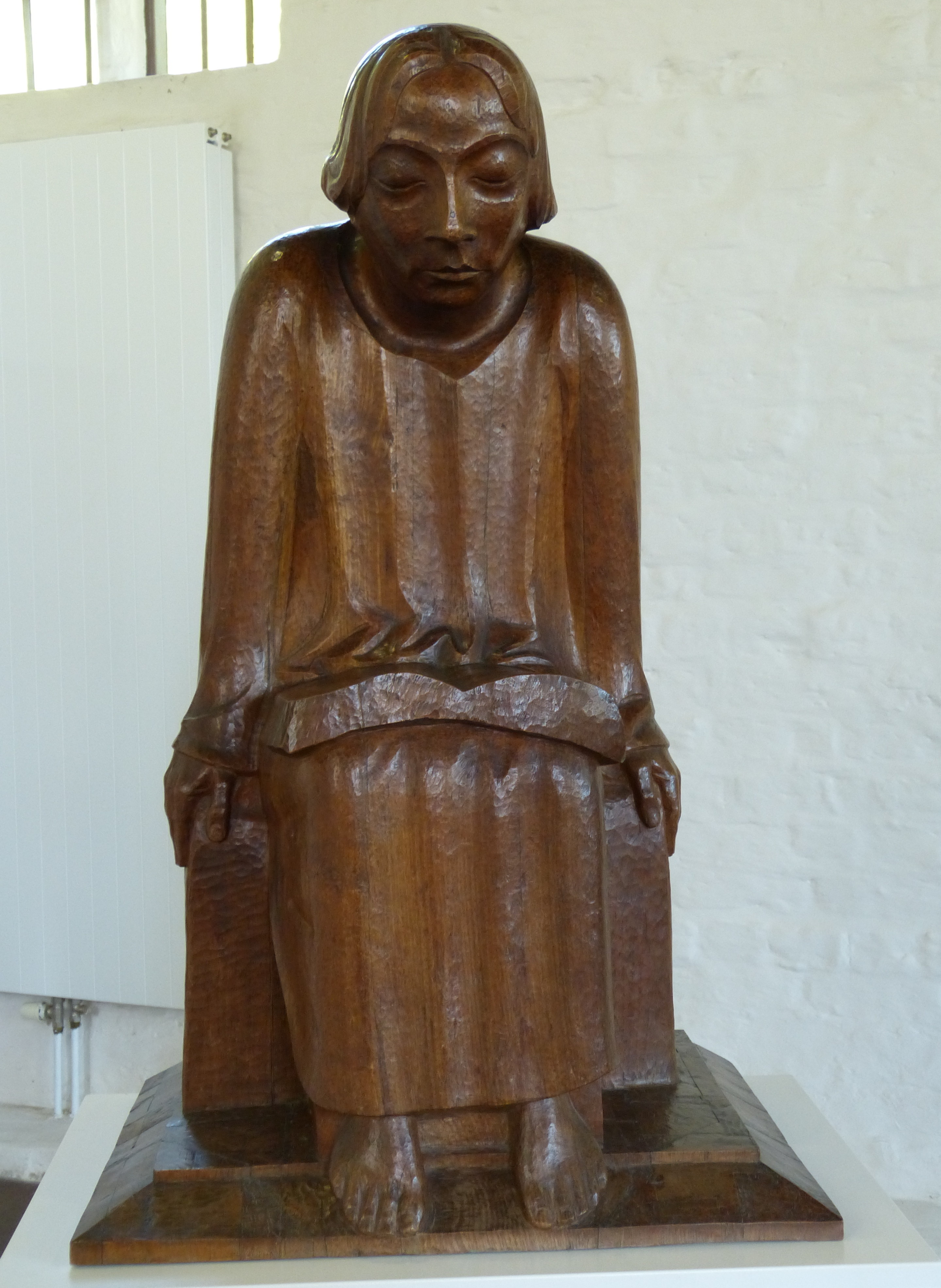
Lesender Klosterschüler

Der Lesende Klosterschüler ist eine Holzskulptur von Ernst Barlach. Sie stellt eine sitzende Figur dar, die in ein auf ihren Knien liegendes Buch versunken ist. Barlach schuf die knapp unterlebensgroße Figur, die heute in der Gertrudenkapelle in Güstrow steht, im Jahr 1930.
In Alfred Anderschs 1957 erschienenem Roman Sansibar oder der letzte Grund spielt ein gleichnamiges Kunstwerk eine wesentliche Rolle: Die Protagonisten retten in der fiktiven Geschichte die von den Nationalsozialisten als entartet diffamierte und bedrohte Skulptur nach Schweden. In Anderschs Roman misst die Figur "kaum einen halben Meter", damit unterscheidet sie sich deutlich von Barlachs ca. 1,15 Meter großen Skulptur.